# Liliana Aguiar
Liliana Aguiar (Porto, 9 de março de 1980) é uma modelo, empresária e apresentadora de televisão portuguesa.

## Carreira
Liliana Aguiar iniciou a carreira de modelo aos 17 anos no Supermodel of the World. Três anos mais tarde concorreu a Miss Portugal, onde foi segunda Dama de Honor e Miss Fotogenia.
Foi concorrente da terceira edição do reality show Big Brother, em 2001.
Participou ainda em Maré Alta, sitcom da SIC. 
Anos depois, foi chamada para um casting para a apresentação do programa Toca a Ganhar, e a escolha final coube ao diretor-geral da TVI, José Eduardo Moniz, através do visionamento das gravações. Posteriormente apresentou o programa das madrugadas Sempre a Somar. Com o programa, tornou-se requisitada por criadores para diversos eventos. A sua apresentação foi, inclusive, parodiada no programa da SIC Hora H, onde César Mourão, um dos humoristas de serviço, interpreta a personagem de Liliana numa rábula de nome «Ligar é amealhar».
Surgiu em 2007 na capa da GQ e da Maxmen, e, na Grécia, posou para as revistas Einai e Hype.
Em 2015, participou em A Quinta integrada no grupo dos "Famosos".
Em junho de 2019, estreou uma rubrica no programa A Tarde é Sua chamada FBI, ao lado de António Leal Silva e Flávio Furtado.
Em 2020, torna-se comentadora do reality show Big Brother, da TVI.
Atualmente, reside no Dubai (Emirados Árabes Unidos) e trabalha para uma empresa norueguesa de nutrição, sendo também embaixadora e relações-públicas de uma imobiliária.

## Vida pessoal
Liliana é mãe de Miguel, nascido em 2008, da relação com António Miguel Tavares, basquetebolista do Benfica.  
Em 9 de janeiro de 2017 (8 anos), nasce Salvador, fruto da sua relação com o ator José Carlos Pereira. 
Em 30 de novembro de 2018, nasce Santiago Aguiar Nunes, fruto da sua relação com Francisco Nunes. 
.
.